# Fatu Huku
Fatu Huku è un isolotto dell'Oceano Pacifico, appartenente all'arcipelago delle Isole Marchesi. Fa parte del gruppo più meridionale. Situato fra le isole di Hiva Oa (a meno di 20 km) e Nuku Hiva, ha una superficie di 1 km². Possiede un pianoro centrale che si spinge ad un'altezza di 361 metri sul livello del mare.
L'isolotto fu scoperto solamente nel 1774 da James Cook, che lo ribattezzò Hood, come il nome del marinaio che per primo lo intravide: Alexander Hood.
È disabitato e si pensa lo sia sempre stato, anche se le leggende lo descrivono come se un tempo fosse stato fertile e verde.